# 89mmロケット発射筒 M20改4型
89mmロケット発射筒M20改4型（89ミリロケットはっしゃとう M20かい4がた）は、陸上自衛隊が使用していた携帯式対戦車ロケット弾発射筒である。

## 概要
アメリカ陸軍がM20A1 スーパー・バズーカ（英語: M20A1 Super Bazooka）として制式化していたものと同型で、M1バズーカ以来のバズーカ・シリーズの最終発達型である。
M20は朝鮮戦争で最初に実戦運用された。開戦直後の戦線ではアメリカ軍で第二次大戦の主力だった2.36インチM9 バズーカが威力不足で、朝鮮人民軍のT-34戦車に対しほとんど通用しないという事態に直面していた。このため、前線からの要請で第2次世界大戦後期に開発され、大戦末期に制式採用されたものの生産されていなかった、口径を4インチとした拡大発展型であるM20“スーパーバズーカ”が急遽大量生産され、朝鮮半島へ緊急空輸された。M20は充分な破壊力を発揮し、国連軍の歩兵は、はじめてT-34に有効な対戦車兵器を手に入れることができ、その後の戦況の逆転に繋がった。
日本に対しては1951年より警察予備隊がアメリカ軍より供与の形で導入しており、M20よりも前の世代の“バズーカ”であるM9／M9A1 2.36インチ対戦車ロケット発射筒と共に、保安隊および陸上自衛隊発足後も装備された。陸上自衛隊の実戦部隊から全てのM20が引き揚げられたのは21世紀に入ってのことであり、実に50年以上に渡って装備が継続された長寿装備である。

## 設計
口径は89mmで、より上の階梯における支援火器として使用されていたM18 57mm無反動砲やM20 75mm無反動砲よりも大口径となっているが、短射程のロケット弾を使用するため、射程はそれらよりも大幅に劣る。
M20には朝鮮戦争での運用開始以来幾つかの改良が加えられており、発火機構他を改良したM20A1、発射筒の構成を変更して軽量化したM20B1、M20B1の発火機構を-A1と同様のものに改装したM20B1A1がある。
本体はアルミニウム製であり、その長大な外観に比べて軽量だが、全長1.5m強と極めて長いため、運搬時は2つに分割され、使用前に組み立てて使用する。撃発は電気発火式であるため、砲手・副砲手は発射時に静電気対策を実施せねばならず、安全性･即応性に欠ける対戦車兵器であった。一方で、バッテリーとコードで繋ぐだけで撃発するため、自衛隊ではバッテリーと繋いだ砲弾を雨樋に添えて、水の入ったホースを踏むと撃発するブービートラップの製作法が教育されていた。
弾薬には対戦車りゅう弾、黄りん発煙弾、演習弾、模擬弾の4種があり、対戦車りゅう弾としてM35 成形炸薬弾頭ロケット弾、訓練用演習弾としてM29無弾頭ロケット弾が使われているが、M35とそれ以外のものでは推進剤の組成が異なるために飛翔速度が異なり、弾道特性が違いすぎるため、弾薬変更の際には照準器を交換しなければならない。また、ロケット弾は初速が非常に低いため、点火されて発射筒から飛び出していくまでに僅かながら時間経過があり、ロケット弾が発射筒の中を進む間に重心が筒先寄りになり、発射器の保持方法に不備があると実際に発射筒から発射された段階では筒先が地面を向く、という特性があった。このため、保持を誤ると標的の遥か前方に着弾することになり、これによって射手が射撃に慣れているかどうかが一目瞭然であったという。

## 運用
日本では1951年に警察予備隊に導入が開始された（ただし、実際に引き渡されたのは1952年に警察予備隊が保安隊に改編されて以降である）。陸上自衛隊には保安隊に対してアメリカ軍が供与したものが継続して装備され、供与自体も継続された。
保安隊および自衛隊にはM20の改良型であるM20A1B1が導入され、制式名称は「89mmロケット発射筒 M20改4型」となっているが、M20B1A1の他にM20A1も供与されていたことが、駐屯地資料館の収蔵品の中に、発射筒前後の部位が砲身と一体ではなくネジ止めされているものが存在することで確認できる。また、駐屯地公開の際の展示で用いられたものや、駐屯地資料館の収蔵品には、各型の特徴が入り混じっているものがあることから、長年の装備の間に補修や整備のための部品交換により、オリジナルの状態ではなくなっているものが多数あることが推察される。
1951年に警察予備隊に導入が開始された際には、並行してM20よりも前の世代の“バズーカ”であるM9／M9A1 2.36インチ対戦車ロケット発射筒も供与されているが、1954年の自衛隊発足後はM20のみが供与され、M9と共に主力携行対戦車兵器として装備された。1960年（昭和35年）には、H-13ヘリコプターを武装ヘリコプターにする研究で、M20改4型を搭載しての射撃訓練も行われた。1960年代に入りM9が用途廃止（退役）になった後もM20は装備が継続されたが、携行対戦車兵器として対戦車ミサイルや携行無反動砲が導入されると第1線装備としては次第に引き揚げられていった。しかし、地対艦ミサイル連隊や後方支援隊などにおいては自衛用火器として長らく用いられており、訓練用装備としても長らく用いられたため、幅広い年代の陸上自衛隊員に知られている装備である。2010年代には全てが後継の84mm無反動砲や110mm個人携帯対戦車弾に代替され、その後は駐屯地資料館における展示品として活用されている。
なお、戦後国産され陸上自衛隊が装備した各種の装甲車のうち、60式／73式装甲車、82式指揮通信車といった1980年代中盤以前に開発された車両は、携行無反動砲や携行対戦車ミサイルが導入される以前の設計のため、“乗車する隊員の携行する対戦車兵器”としてはM20を想定して開発されていた。82式指揮通信車の後部キャビン内壁面には、M20を分割して収納するためのラックが備えられていた。

## 配備先
※最後まで装備していた部隊
- 第1混成群
- 後方支援部隊一般

## 登場作品
本項目は「89mmロケット発射筒M20改4型」として自衛隊（警察予備隊／保安隊）に装備されたものについて解説しているため、日本の作品に登場したものに限定して記述した。
※M20として海外の作品に登場するものについては、「バズーカ#登場作品」を参照。

### 映画
『ゴジラシリーズ』
『ゴジラvsビオランテ』
陸上自衛隊の特殊部隊が、抗核エネルギーバクテリアを弾頭に搭載したロケット弾をゴジラに打ち込むために使用する。
『ゴジラvsキングギドラ』
1944年のマーシャル諸島・ラゴス島に上陸したアメリカ海兵隊が、日本陸軍とゴジラザウルスに対して使用する。
なお、本火器が実戦配備されたのは朝鮮戦争以降のため、本来はこの時点で実在しない。
『大怪獣バラン』
陸上自衛隊の普通科部隊が、特殊薬品の散布によって北上川上流の湖から追い立てられたバランに対して使用する。
撮影には、陸上自衛隊の全面協力で実物が使用されている。

### テレビドラマ
『ウルトラシリーズ』
『ウルトラQ』
第24話にて、溶解液を発射するゴーガの両目を潰す苛性カリ入りのロケット弾をゴーガに打ち込むため、自衛隊の早田隊員が主人公たちとともに三菱・ジープで至近距離まで接近して使用する。
『帰ってきたウルトラマン』
怪獣攻撃隊MATの地上戦時における主力兵器である「マットバズーカ」として登場。個人が携行するかマットジープに搭載して運用されており、弾種には通常の榴弾のほか、特殊弾として麻酔弾とP弾がある。初登場は第6話で、これ以降の物語全般で怪獣・宇宙人たちに対して使用される。

『大都会 PARTIII』
第1話と第32話にヤクザ側の武器として登場。前者は逃走するトラックの荷台から追跡する複数のパトカーに向けて次々と砲撃し破壊するという衝撃的な設定の話。後者はマンションのドアを開けると室内に設置されたバズーカ砲の引き金が作動するブービートラップとして、また追跡してきた刑事を殺害せんとバズーカ砲のみならずサブマシンガンや手榴弾、火焔放射器まで登場するというこれまた衝撃的な設定の話。

### 漫画
『戦国自衛隊』
戦国時代へタイムスリップした自衛隊の装備として登場。春日山城の大手門の破壊などに使用されるほか、自衛隊から使い方を習った戦国武者たちも使用する。